# Долбілов Олексій Сергійович
Олексій Сергійович Долбілов (нар. 16 березня 1936) — український радянський діяч, секретар партійного комітету Київського заводу «Арсенал» імені Леніна, керівник державного приймання Київського заводу «Арсенал». Член ЦК КПУ в лютому 1981 — лютому 1986 р.

## Життєпис
Освіта вища. Перебував на інженерно-технічній роботі на Київському заводі «Арсенал» імені Леніна.
Член КПРС з 1965 року.
У січні 1980 — після 1986 року — секретар партійного комітету Київського заводу «Арсенал» імені Володимира Ілліча Леніна виробничого об'єднання «Завод «Арсенал».
На 1990 рік — керівник державного приймання Київського заводу «Арсенал» імені Леніна.
Потім — на пенсії у місті Києві.

## Нагороди
- медалі
- Почесна грамота Президії Верховної Ради Української РСР (14.03.1986)